# Пшишув
Пшишув (пол. Przyszów) — село в Польщі, у гміні Боянув Стальововольського повіту Підкарпатського воєводства.
Населення — 2355 осіб (2011).
У 1975-1998 роках село належало до Тарнобжезького воєводства.

## Демографія
Демографічна структура станом на 31 березня 2011 року:
|          | Загалом | Допрацездатний вік | Працездатний вік | Постпрацездатний вік |
| -------- | ------- | ------------------ | ---------------- | -------------------- |
| Чоловіки | 1173    | 280                | 797              | 96                   |
| Жінки    | 1182    | 276                | 694              | 212                  |
| Разом    | 2355    | 556                | 1491             | 308                  |